# Гай Мэннеринг, или Астролог
«Гай Мэ́ннеринг, или Астро́лог» (англ. Guy Mannering or The Astrologer) — исторический роман Вальтера Скотта, опубликованный в 1815 году. По мотивам романа Дэниел Терри, друг писателя, создал пьесу. Персонажи остались теми же, а в сюжете были сделаны некоторые изменения.

## История создания
Не успел Скотт завершить поэму «Властитель островов», как приступил к работе над своим вторым романом. Несмотря на успех «Уэверли», автор все ещё находится в критическом финансовом положении, едва избежав банкротства после краха издательства Джеймса Баллантайна в 1813 году. Реклама «Гая Мэннеринга» в печатных изданиях появилась уже через два дня после окончания работы над «Властителем островов». Предположительно, Скотт закончил работу за романом менее, чем за шесть недель, начав в конце декабря 1814 и завершив его к середине февраля 1815 года. Книга имела огромный успех, весь тираж был распродан в день первого издания. Переиздания романа были опубликованы в марте и мае. Всего за жизнь Скотта «Гай Мэннеринг» претерпел семь переизданий.

## Сюжет
Действие происходит в 1760—1780-х годах на юго-западе Шотландии, а также в Камберленде (Англия), Голландии, Индии. В романе описывается история Гарри Бертрама, который в детстве был похищен контрабандистами из-за того, что стал свидетелем убийства сотрудника таможни. Роман посвящён приключениям Гарри и судьбе его семьи в последующие годы, а также борьбе вокруг наследования его поместья. Роман также описывается беззаконие, царившее в то время, когда контрабандисты развили свою деятельность вдоль всего побережья, а воры — на дорогах.